# Associação Naval 1º de Maio 2005-2006
Questa voce raccoglie le informazioni riguardanti l'Associação Naval 1º de Maio nelle competizioni ufficiali della stagione 2005-2006.

## Rosa
Fonte:
| N. |                       | Ruolo | Calciatore       |
| -- | --------------------- | ----- | ---------------- |
|    | Portogallo (bandiera) | P     | Nelson           |
|    | Francia (bandiera)    | P     | Jérémy Sopalski  |
|    | Portogallo (bandiera) | P     | Taborda          |
|    | Brasile (bandiera)    | P     | Wilson Júnior    |
|    | Portogallo (bandiera) | D     | Bessa            |
|    | Portogallo (bandiera) | D     | Carlitos         |
|    | Portogallo (bandiera) | D     | China            |
|    | Brasile (bandiera)    | D     | Fernando         |
|    | Portogallo (bandiera) | D     | Franco           |
|    | Brasile (bandiera)    | D     | João Paulo       |
|    | Brasile (bandiera)    | D     | Márcio Giovanini |
|    | Portogallo (bandiera) | D     | Miguel           |
|    | Capo Verde (bandiera) | D     | Nélson Veiga     |
|    | Brasile (bandiera)    | D     | Renato           |
|    | Portogallo (bandiera) | C     | João Fajardo     |
|    | Brasile (bandiera)    | C     | Gilmar           |

| N. |                          | Ruolo | Calciatore    |
| -- | ------------------------ | ----- | ------------- |
|    | Brasile (bandiera)       | C     | Glauber       |
|    | Portogallo (bandiera)    | C     | João Mendes   |
|    | Brasile (bandiera)       | C     | Márcio Luiz   |
|    | Portogallo (bandiera)    | C     | Pedro Santos  |
|    | Portogallo (bandiera)    | C     | Rui Miguel    |
|    | Brasile (bandiera)       | C     | Solimar       |
|    | Guinea-Bissau (bandiera) | C     | Sufrim        |
|    | Brasile (bandiera)       | C     | Tiago Fraga   |
|    | Portogallo (bandiera)    | A     | Aurélio       |
|    | Brasile (bandiera)       | A     | Bruno Fogaça  |
|    | Brasile (bandiera)       | A     | Cazarine      |
|    | Brasile (bandiera)       | A     | Éder Richartz |
|    | Brasile (bandiera)       | A     | Léo Guerra    |
|    | Capo Verde (bandiera)    | A     | Lito          |
|    | Brasile (bandiera)       | A     | Saulo         |